# Merja Hilanne
Merja Hilanne, coniugata Teljo (Oulu, 9 marzo 1963 – marzo 2021), è stata una cestista finlandese.

## Carriera
Con la Finlandia disputò i Campionati europei del 1987.